# Psychotria vaccinioides
Psychotria vaccinioides är en måreväxtart som beskrevs av Theodoric Valeton. Psychotria vaccinioides ingår i släktet Psychotria och familjen måreväxter.

## Underarter
Arten delas in i följande underarter:
- P. v. kostermansii
- P. v. vaccinioides